# Daniel Patrick Moynihan
Daniel Patrick Moynihan (ur. 16 marca 1927 w Tulsie, zm. 26 marca 2003 w Waszyngtonie) – amerykański polityk i dyplomata.

## Życiorys
Urodził się 16 marca 1927 roku w Tulsie. Po odebraniu podstawowego wykształcenia, wstąpił do City College w Nowym Jorku, a następnie na Tufts University. Otrzymał dyploma prawniczy z Fletcher School of Law and Diplomacy i podjął dalsze studia na London School of Economics and Political Science. W 1944 roku wstąpił do Marynarki Wojennej, a po trzech latach został przeniesiony do rezerwy. W latach 1955–1958 pełnił funkcję asystenta gubernatora Nowego Jorku Williama Averella Harrimana, a następnie pracował na uczelniach wyższych: Syracuse University, Massachusetts Institute of Technology i Uniwersytecie Harvarda. Zasiadał w administracjach Johna Kennedy’ego, Lyndona Johnsona, Richarda Nixona i Geralda Forda. Pracując w Departamencie Pracy, napisał raport (nazwany potem „raportem Moynihana”), w którym stwierdził, że wiele problemów edukacyjnych Afroamerykanów wynikało z niestabilności czarnych miejskich rodzin. W 1973 roku został powołany a stanowisko ambasadora w Indiach, gdzie pozostał przez dwa lata. W 1975 roku został mianowany ambasadorem przy Organizacji Narodów Zjednoczonych. Rok później wystartował w wyborach do Senatu, z ramienia Partii Demokratycznej, pomimo sprzeciwu jej liberalnego skrzydła. W 2000 roku zrezygnował z ubiegania się o reelekcję. Powrócił wówczas do działalności akademickiej, obejmując stanowisko profesora na Syracuse University. W 2000 roku został odznaczony Medalem Wolności. Zmarł w wyniku komplikacji po zapaleniu wyrostka robaczkowego, 23 marca 2003 w Waszyngtonie.